# Simon Mol
Simon Mol (vlastním jménem Simon Moleke Njie; 6. listopadu 1973 Kamerun – 10. října 2008 Varšava) byl kamerunský novinář, spisovatel a politický aktivista v boji proti rasismu. V lednu 2007 byl obviněn ze záměrného šíření viru HIV (o rok později zemřel na AIDS).
V roce 2000 získal politický azyl v Polsku (momentálně se prošetřuje podezření, že se tak stalo na základě zfalšovaného životopisu). Angažoval se v řadě organizací vystupujících proti údajnému rasismu v Polsku a v roce 2003 získal cenu Antifašista roku.
V lednu 2007 byl zatčen – polská policie jej obvivila z úmyslného šíření nebezpečné choroby: ačkoliv měl prokazatelně vědět, že je nakažen virem HIV, navazoval sexuální vztahy s řadou žen a dívek, před nimiž tajil svou chorobu a po nichž vyžadoval nechráněný pohlavní styk. Vyžadování styku s prezervativem označoval za rasistický požadavek.
V prosinci byl obžalován z nakažení 12 žen.